# ناثان جونسون (موسيقي)
ناثان جونسون (بالإنجليزية: Nathan Johnson)‏ هو موسيقي ومنتج أسطوانات وملحن أمريكي، ولد في 4 أغسطس 1976 في واشنطن العاصمة في الولايات المتحدة.

## وصلات خارجية
- الموقع الرسمي
- ناثان جونسون على موقع IMDb (الإنجليزية)
- ناثان جونسون على موقع ميوزك برينز (الإنجليزية)
- ناثان جونسون على موقع بوكس أوفيس موجو (الإنجليزية)
- ناثان جونسون على موقع ديسكوغز (الإنجليزية)
- ناثان جونسون على موقع قاعدة بيانات الفيلم (الإنجليزية)